# St. Peter (Wisconsin)
St. Peter es un lugar designado por el censo ubicado en el condado de Fond du Lac en el estado estadounidense de Wisconsin. En el Censo de 2010 tenía una población de 1.489 habitantes y una densidad poblacional de 158,25 personas por km².

## Geografía
St. Peter se encuentra ubicado en las coordenadas 43°50′18″N 88°20′36″O / 43.83833, -88.34333. Según la Oficina del Censo de los Estados Unidos, St. Peter tiene una superficie total de 9.41 km², de la cual 9.4 km² corresponden a tierra firme y (0.14%) 0.01 km² es agua.

## Demografía
Según el censo de 2010, había 1.489 personas residiendo en St. Peter. La densidad de población era de 158,25 hab./km². De los 1.489 habitantes, St. Peter estaba compuesto por el 98.66% blancos, el 0.2% eran afroamericanos, el 0% eran amerindios, el 0.34% eran asiáticos, el 0% eran isleños del Pacífico, el 0.2% eran de otras razas y el 0.6% pertenecían a dos o más razas. Del total de la población el 1.88% eran hispanos o latinos de cualquier raza.